# Maarten van Heemskerck

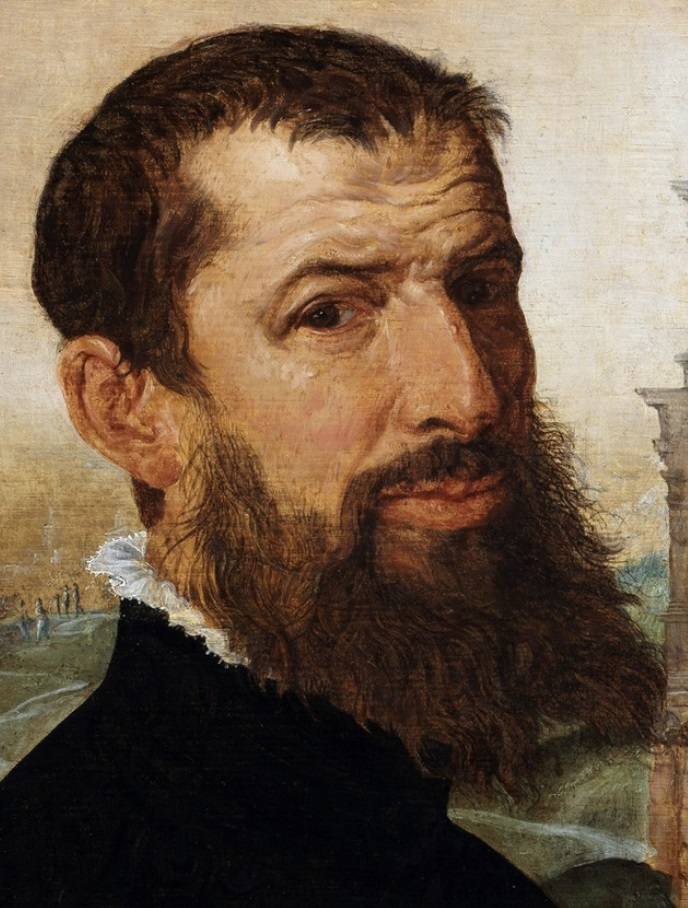
Maarten van Heemskerck, självporträtt.

Maarten Jacobsz(oon) van Heemskerck, Maarten van Heemskerck, född Maerten van Veen 1498 i Heemskerk, död 1 oktober 1574, var en nederländsk konstnär, målare och tecknare.

## Biografi
Maarten erhöll utbildning för Jan Lucasz i Delft och fortsatte 1527 för Jan van Scorel i Haarlem. 
Åren 1532-1536 besökte han Italien och påverkades där av Michelangelo Buonarroti. Han sökte också förebilder och inspiration i högrenässansens Rom. Tillsammans med bland annat Jan Gossaert, Frans Floris och Jan van Scorel tillhörde han därmed romanisterna. 
Han är känd för sina böcker med skisser av romerska minnesmärken och ruiner utförda under Italienvistelsen 1532-1536.

## Verk i Sverige
- Linköpings domkyrka: Altartavla "Jesu korsfästelse" (1538-1542), målades omkring 1540 och skänktes 1581 av Johan III till Linköpings domkyrka, nu placerad vid kyrkans södra sidovägg.